# Tolnai világlexikona

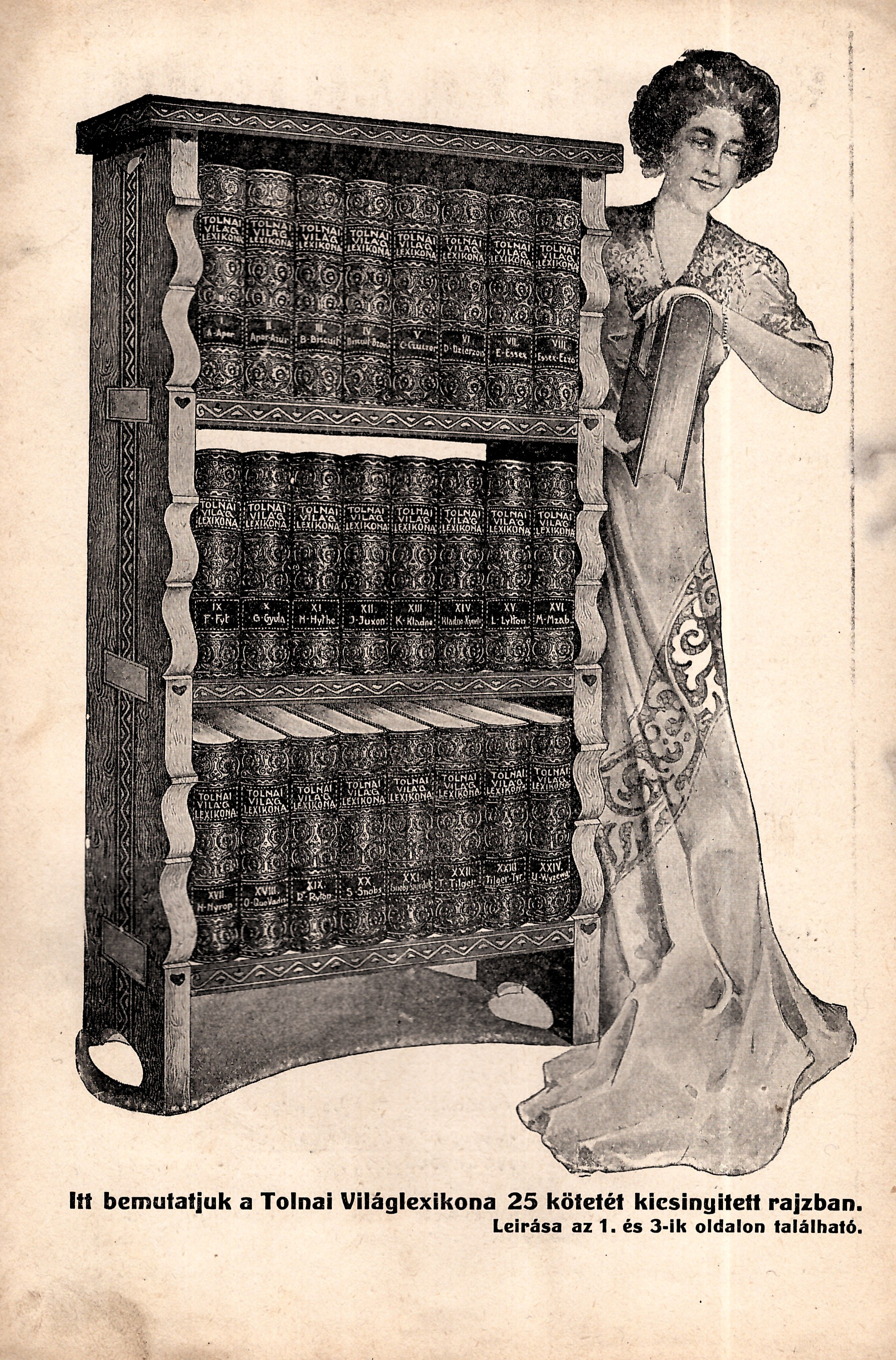
Korabeli reklám a 25 kötetesre tervezett sorozatról

A Tolnai Világlexikonát, alcímén Ismeretek tára – Az általános tudás és műveltség könyve egy 20. század elején megjelent több kötetes magyar nyelvű lexikon, az Osztrák–Magyar Monarchia korának egyik díszműve. Hosszú előkészítő munka után 1912 és 1919 között adták ki, azonban csak 8 kötete jelent meg („A”-tól „E” betűig). A már előkészített további kötetek kiadását az első világháború akadályozta meg, nagyrészt elavulttá téve a sorozat megjelent és még szerkesztés alatt álló köteteinek tartalmát.

## Története
A Magyar Kereskedelmi Közlöny Hírlap és Könyvkiadó Vállalat (később Tolnai Kiadó) a 20. század elejének egyik nagy kiadója volt. Elsősorban a Tolnai Világlapja című, óriási példányszámokban megjelent napilapról ismerték, de kiadó tevékenységébe tartozott kisebb-nagyobb könyvek megjelentetése is. A kiadó 1908-ban indította el a népszerű–ismeretterjesztő stílusban írt Tolnai Világtörténelmét. Az igen nagy példányszámban elkelt 10 kötetes, több ezer oldalas mű sikerét látva, már az utolsó kötetek előszavaiban új könyvsorozat megjelenését jelentették be az olvasóknak. Ez volt a Tolnai világlexikona.
A kiadó igazgatója, Tolnai Simon így írt később, az I. kötet Előszavában: 
„Három évvel ezelőtt, vagyis 1909-ben, olyan gondolatom támadt, amelyet az első percben csodálatosan szép, de megvalósíthatatlan ábrándnak tartottam: az, hogy lapom előfizetőit nagy, hatalmas, könyvtárt kitevő művel ajándékozzam meg; olyannal, amely az egész műveltség és tudás kincsestárát magában foglalja, s a mely lapom előfizetőit a tudás, a gyakorlati élet, a munkaágak ezerféle következményeivel, vívmányaival, ujitásaival ugy meg tudja ismertetni, hogy nekik ez a megismerkedés élvezetes, tanulságos, fáradságtól mentes: tehát szórakoztató is.”
A hirdetések szerint a Tolnai világlexikonát 25 kötetesre tervezték, amely 16.000 nyomtatott oldalt tett volna ki. Melléklete mintegy 30.000 kép lett volna. Ha megvalósult volna eredeti elképzelésben, akkor valószínűleg kora legnagyobb terjedelmű kiadványa lett volna. Viszonyításként, A Pallas nagy lexikona 2 pótkötetével is „csak” 18 kötetes lett. A vele egyidőben megindított Révai nagy lexikona pótkötetekkel 21 kötetes lett.
Szerkesztői (Balassa József, Bakó Gábor, Bartos Tivadar stb.) általános lexikonnak szánták, „a művelt nagyközönség számára”, ahogy Tolnai Simon szívesen pozicionálta kiadványait.
Az egyes köteteket a Tolnai Világlapja előfizetőinek 3 korona 60 fillérért árulták a bolti 20 koronás ár helyett.
Az első kötet 1912-ben jelent meg. A lexikon kiadását nem szakította meg az első világháború, 1919-ig folyamatosan jelentek meg kötetei. Ekkor, a VIII. kötetnél (Dithirambus–Eke) anyagi okokból megszakadt a vállalkozás, és több kötet később sem jelent meg. Az 1920-as évek közepén ugyan felmerült a sorozat folytatása, de a lexikon szerkesztősége, átgondolva a körülményeket (eltelt idő, jelentősen átalakult viszonyok), úgy döntött, hogy nem fejezi be a sorozatot, hanem (tömörebb kötetfelosztással) újraindítja. Ennek az elhatározásnak lett az eredménye a Tolnai új világlexikona.

## Jellemzői
A mű csonka állapotában is igen tekintélyesre sikeredett: az összes kötet oldalainak száma 5.279 volt. Az egyes kötetek terjedelme jellemzően 640 kéthasábos oldalt volt, ez alól kivétel az I. (768 o.) és a II. kötet (672 o.). A lapméret 24 cm x 17 cm.
Borítóját – a kor szokásához híven – igen díszesre tervezték. A jellemző, általánosan elterjedt borító jobb oldala egyszínű szürke volt, míg bal oldalán indás növénymotívum volt látható barna alapon. Ennek a résznek a közepére egy rézplakett is került, amelyen Hungária női szobra, és a „TOLNAI VILÁG LEXIKONA” felirat szerepelt. Hasonló indás díszítést kapott a gerinc is, itt azonban plakett helyett felül barna alapon aranyozott betűkkel a „Tolnai világlexikona” felirat, alulra ugyanilyen mezőben aranyozva a kötetszám és kötetcím került. (Megjegyzendő ugyanakkor, hogy létezett egy ritkább, dombornyomott zöld borítós változat, itt a borító közepén vörös rombuszba került az aranyozott sorozatcím és kötetszám.)
Nem maradt el mögötte a belső kialakítás sem: számos egész oldalas tábla, fénykép, térkép, sok-sok fekete-fehér szövegkép, táblázat gondoskodott a megfelelő illusztrálásról, emellett több oldalas, külön beékelt „óriás-szócikk” segítette a tudnivalók megfelelő összefoglalását. A 8 kötet összes illusztrációinak száma 9456 volt.

## Új kiadás
A sorozat fakszimile kiadással nem rendelkezik. Elektronikus formában is csak az első 2 kötet érhető el az Arcanum honlapján.

## Munkatársak
A lexikon munkatársainak nevét az első kötet elején található arcképes album tartalmazta:

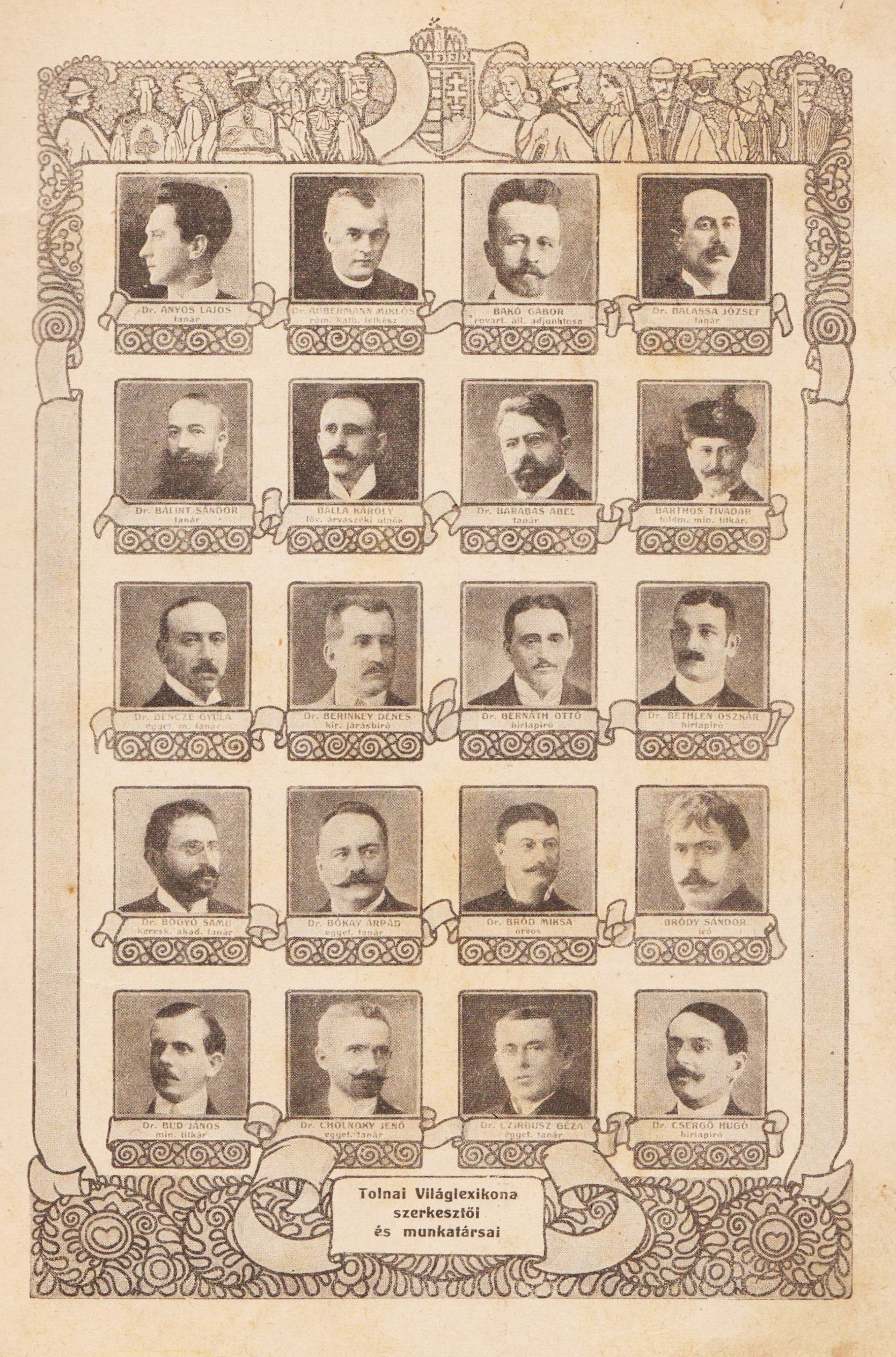
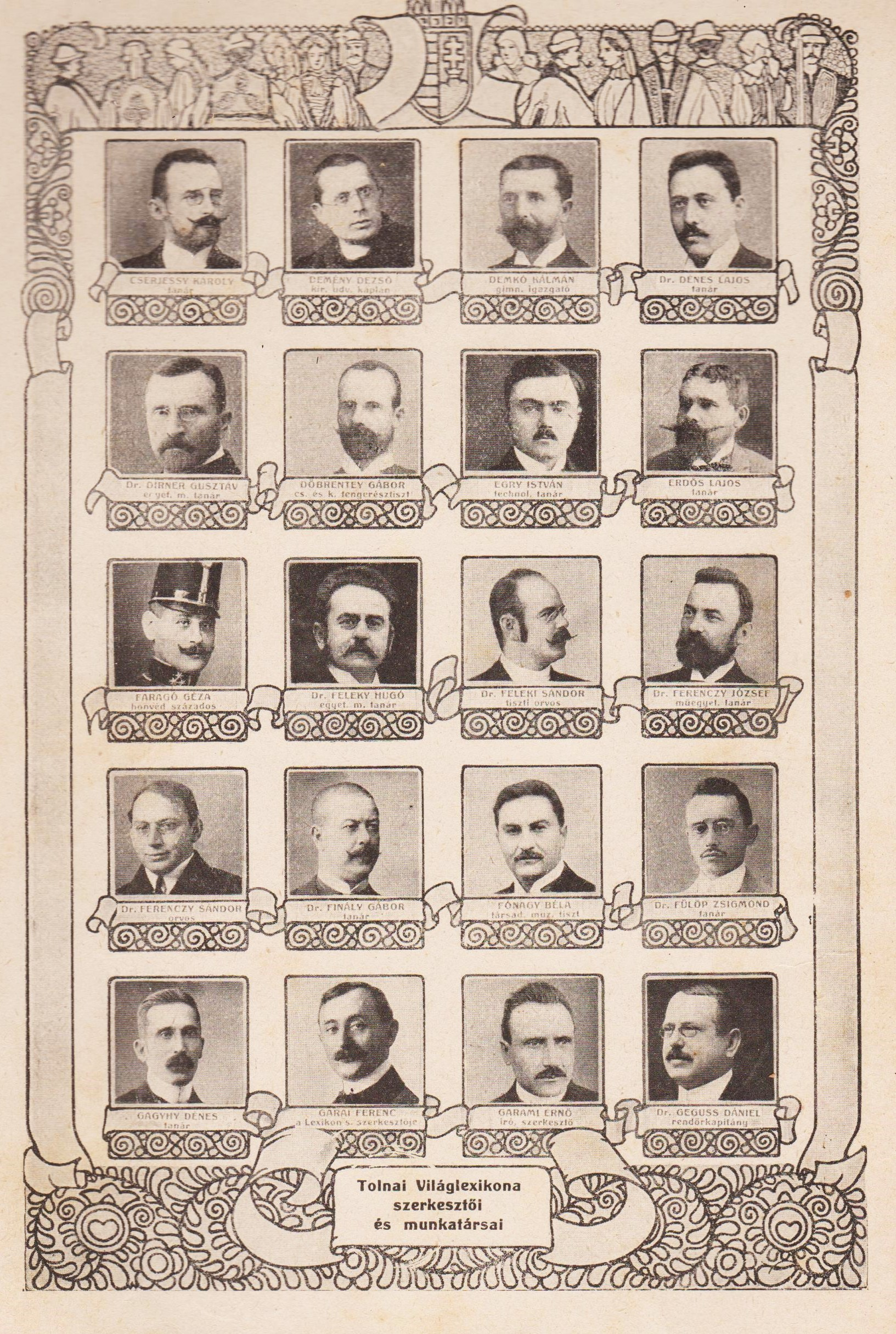
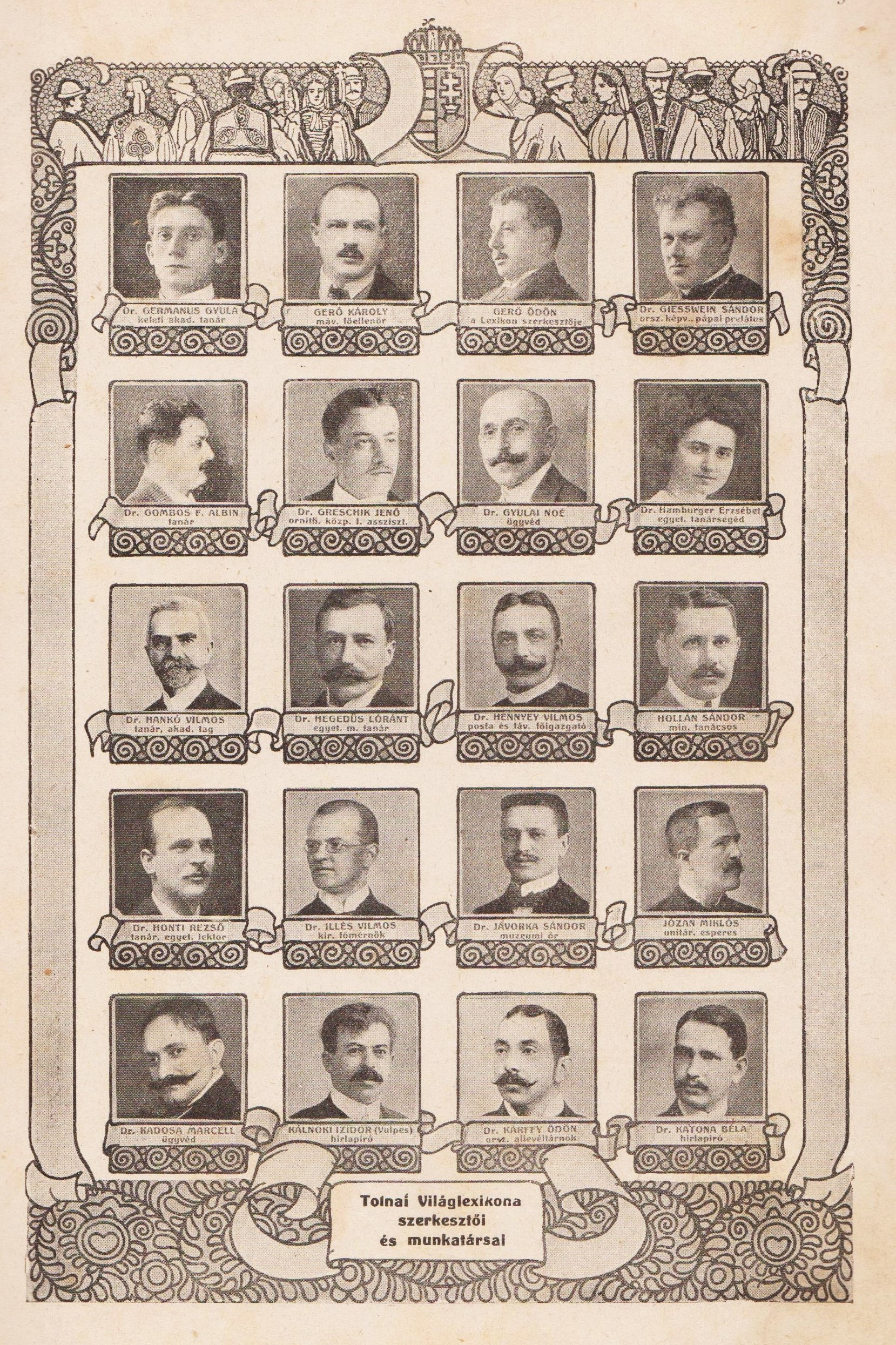
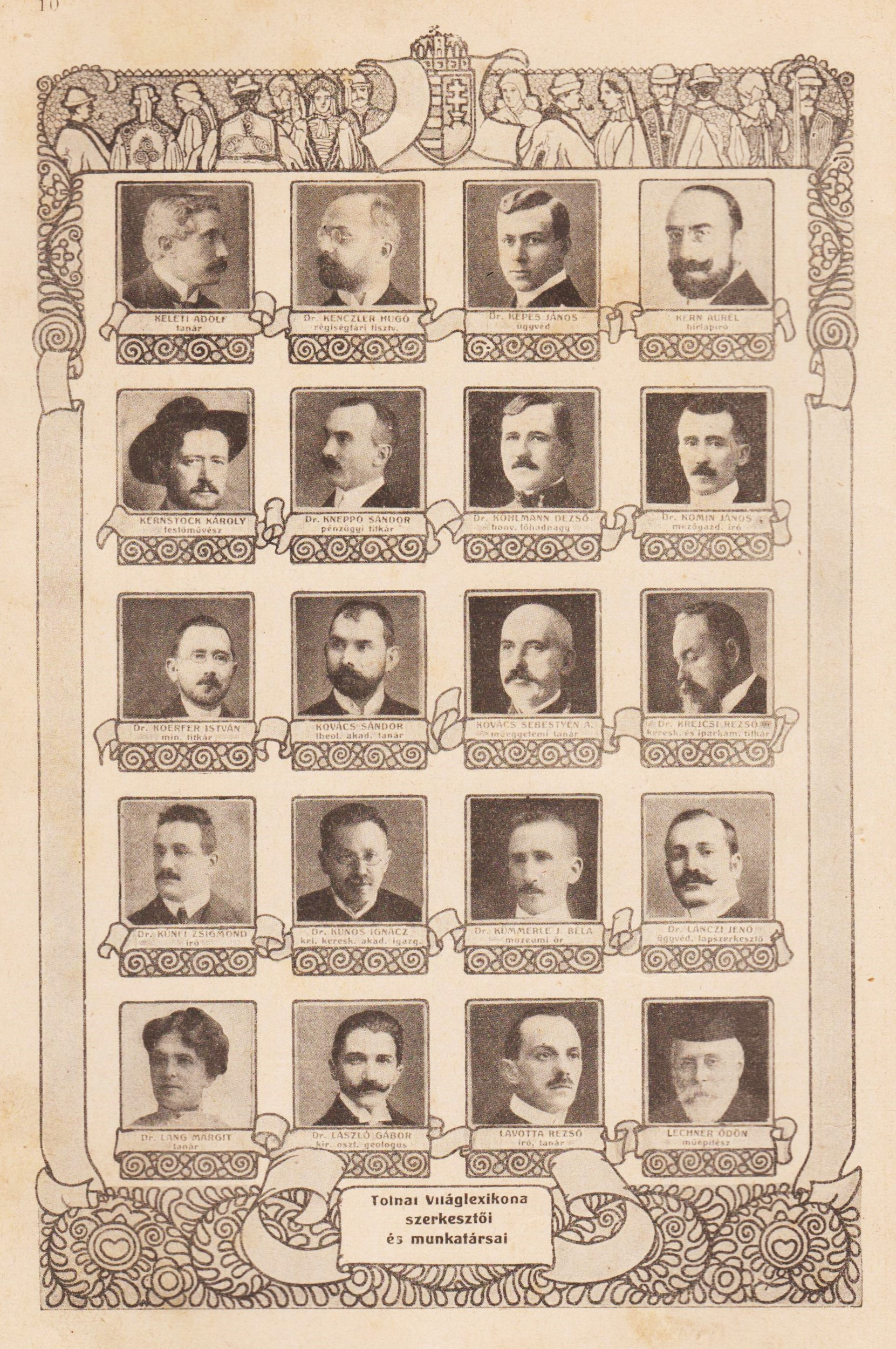
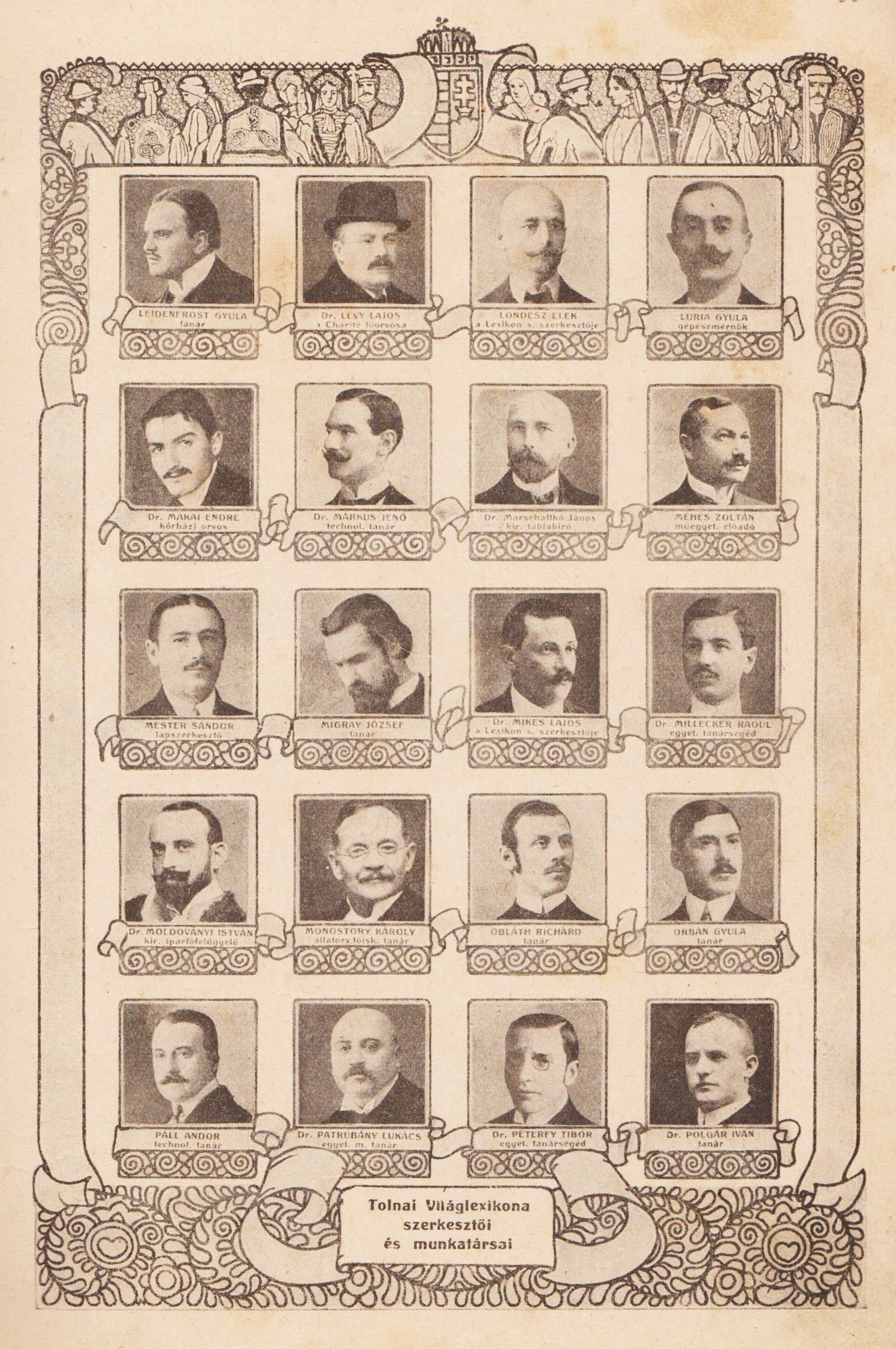
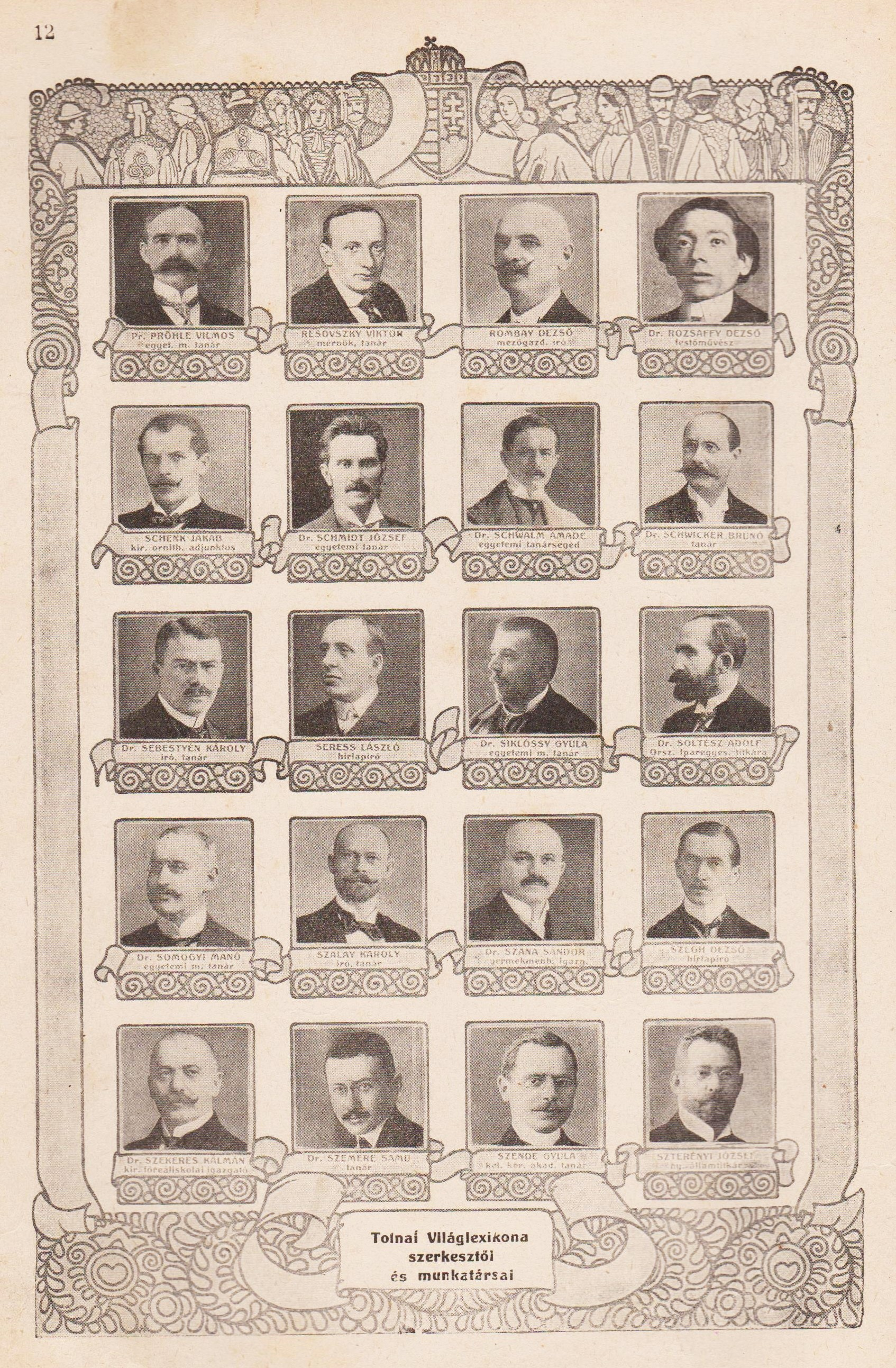
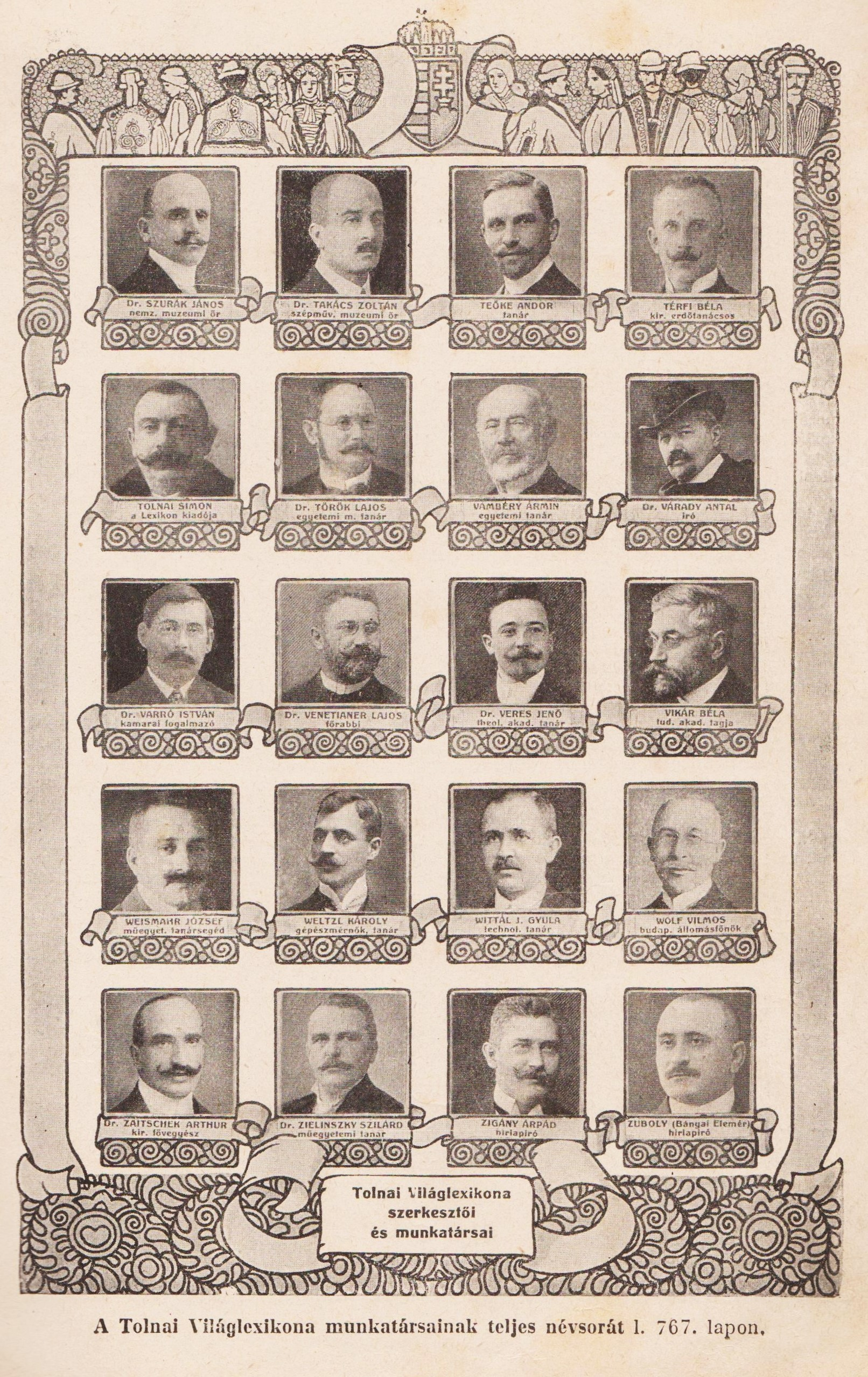

- dr. Ányos Lajos
- dr. Aubermann Miklós
- Bakó Gábor
- dr. Balassa József
- dr. Bálint Sándor
- Balla Károly
- dr. Barabás Ábel
- Barthos Tivadar
- dr. Bencze Gyula
- dr. Berinkey Dénes
- dr. Bernáth Ottó
- dr. Bethlen Oszkár
- dr. Bogyó Samu
- dr. Bókay Árpád
- dr. Bród Miksa
- Bródy Sándor
- dr. Bud János
- dr. Cholnoky Jenő
- dr. Czirbusz Géza
- Csergő Hugó
- Cserjessy Károly
- Demény Dezső
- Demkó Károly
- dr. Dénes Lajos
- dr. Dirner Gusztáv
- Döbrentey Gábor
- Egry István
- Erdős Lajos
- Faragó Géza
- dr. Feleky Géza
- dr. Feleky Sándor
- dr. Ferenczy József
- dr. Ferenczy Sándor
- dr. Finály Gábor
- Fónagy Béla
- dr. Fülöp Zsigmond
- Gagyhy Dénes
- Garai Ferenc
- Garami Ernő
- dr. Geguss Dániel
- dr. Germanus Gyula
- Gerő Károly
- Gerő Ödön
- dr. Giesswein Sándor
- dr. Gombos F. Albin
- dr. Greschik Jenő
- dr. Gyulai Noé
- dr. Hamburger Erzsébet
- dr. Hankó Vilmos
- dr. Hegedüs Lóránt
- dr. Hennyey Vilmos
- Hollán Sándor
- dr. Honti Rezső
- dr. Illés Vilmos
- dr. Jávorka Sándor
- Józan Miklós
- dr. Kadosa Marcell
- Kálnoki Izidor
- dr. Kárffy Ödön
- dr. Katona Béla
- Keleti Adolf
- dr. Kenczler Hugó
- dr. Kepes János
- Kern Aurél
- Kernstock Károly
- dr. Kneppó Sándor
- dr. Köhlmann Dezső
- dr. Komin János
- dr. Koerfer István
- Kovács Sándor
- Kovács Sebestyén
- dr. Krejcsi Rezső
- dr. Kunfi Zsigmond
- dr. Kunos Ignác
- dr. Kümmerle J. Béla
- dr. Lánczi Jenő
- dr. Láng Margit
- dr. László Gábor
- Lavotta Rezső
- Lechner Ödön
- Leidenfrost Gyula
- dr. Lévy Lajos
- Londesz Elek
- Luria Gyula
- dr. Makai Endre
- dr. Márkus Jenő
- dr. Marchalkó János
- Méhes Zoltán
- Mester Sándor
- Migray József
- dr. Mikes Lajos
- dr. Millecker Raoul
- dr. Moldoványi István
- Monostory Károly
- Obláth Richárd
- Orsán Gyula
- Páli Andor
- dr. Patrubány Lukács
- dr. Péterfy Tibor
- dr. Polgár Iván
- dr. Pröhle Vilmos
- Resovszky Viktor
- Rombay Dezső
- dr. Rozsaffy Dezső
- Schenk Jakab
- dr. Schmidt József
- dr. Schalm Amadé
- dr. Schwicker Bruno
- dr. Sebestyén Károly
- Seress László
- dr. Siklóssy Gyula
- dr. Soltész Adolf
- dr. Somogyi Manó
- Szalay Károly
- dr. Szana Sándor
- Szegh Dezső
- dr. Szekeres Kálmán
- dr. Szemere Samu
- Szende Gyula
- Szterényi József
- dr. Szurák János
- dr. Takács Zoltán
- Teőke Andor
- Térfi Béla
- Tolnai Simon
- dr. Török Lajos
- Vámbéry Ármin
- dr. Várady Antal
- dr. Varró István
- dr. Venetianer Lajos
- dr. Veres Jenő
- Vikár Béla
- Weismahr József
- Weltzl Károly
- Wittál J. Gyula
- Wolf Vilmos
- dr. Zaitschek Arthur
- dr. Zielinszky Szilárd
- Zigány Árpád
- Zuboly (Bányai Elemér)

## Kötetbeosztás
A megjelent kötetek adatai:
| Kötetszám | Kötetcím             | Kiadási év | Kiadási hely | Oldalszám | Illusztrációk                                                                                 |
| --------- | -------------------- | ---------- | ------------ | --------- | --------------------------------------------------------------------------------------------- |
| I.        | A–Angol nyelvtan     | 1912       | Budapest     | 768       | 4 színes kép- és 4 színes térképmellékletet, a szöveg között 1700 képet, térképet tartalmaz.  |
| II.       | Angol nyereg–Azzurri | 1913       | Budapest     | 672       | 2 színes kép- és 3 színes térképmellékletet, a szöveg között 1250 képet s térképet tartalmaz. |
| III.      | B–Betegápolás        | 1913       | Budapest     | 640       | 2 színes térképmellékletet, a szöveg között 1426 képet s térképet tartalmaz.                  |
| IV.       | Betegápolás–Brüsszel | 1914       | Budapest     | 640       | Kétoldalas színes térképmelléklettel, a szöveg között 1187 képpel és térképpel illusztrálva.  |
| V.        | Brüsszel–Cimer       | 1914       | Budapest     | 640       | 4 színes térképmellékletet, a szöveg között 1029 képet és térképet tartalmaz.                 |
| VI.       | Cimer–Csipke         | 1915       | Budapest     | 639       | 1 színes térképmellékletet, a szöveg között 1020 képet és térképet tartalmaz.                 |
| VII.      | Csipke–Dísztűz       | 1916       | Budapest     | 640       | 2 színes térképmellékletet, a szöveg között 888 képet és térképet tartalmaz.                  |
| VIII.     | Dithirambus–Eke      | 1919       | Budapest     | 640       | 1 színes térképmelléklettel, a szöveg között 956 képpel és térképpel illusztrált kiadás.      |

## Kapcsolódó képek

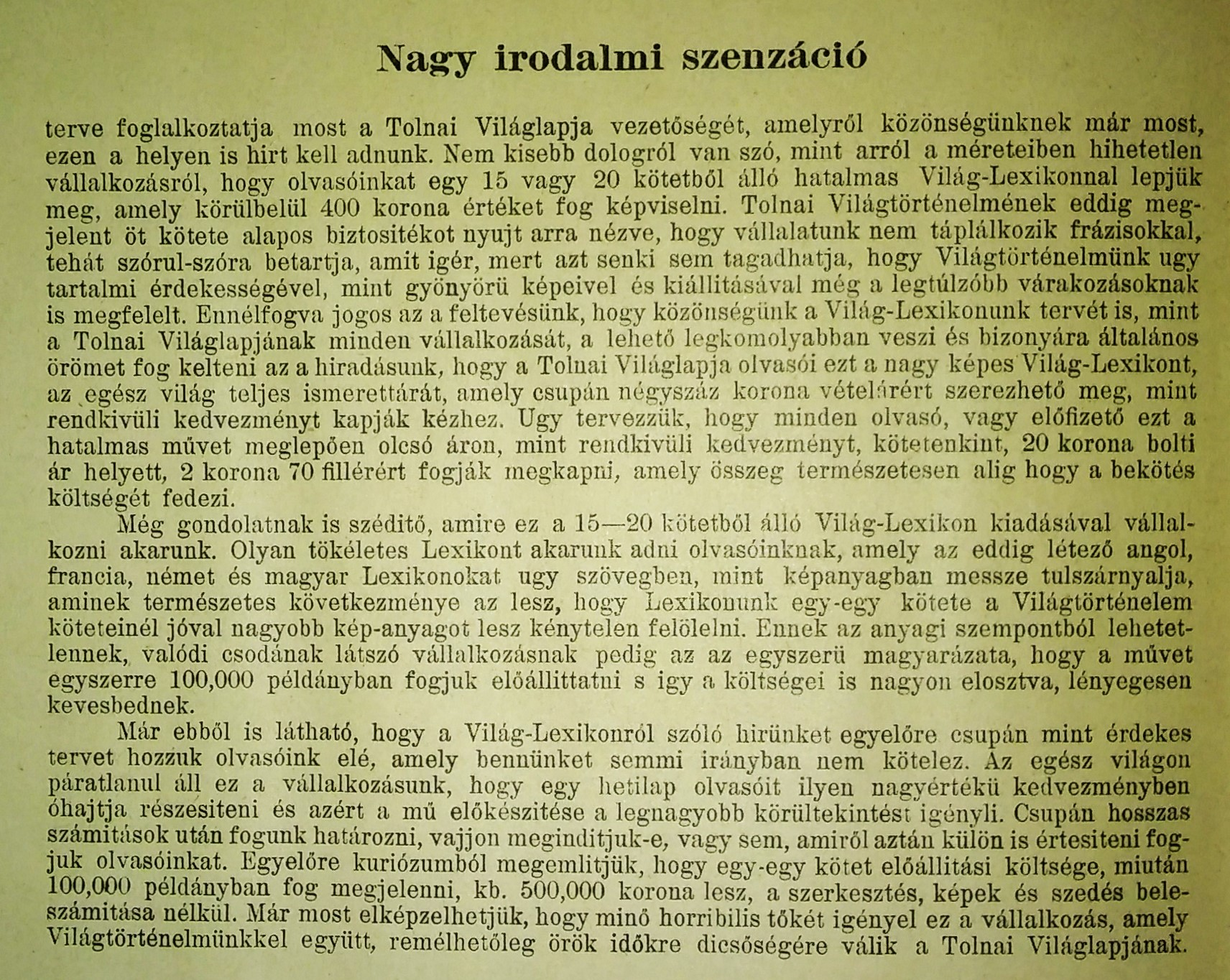
Korabeli reklám
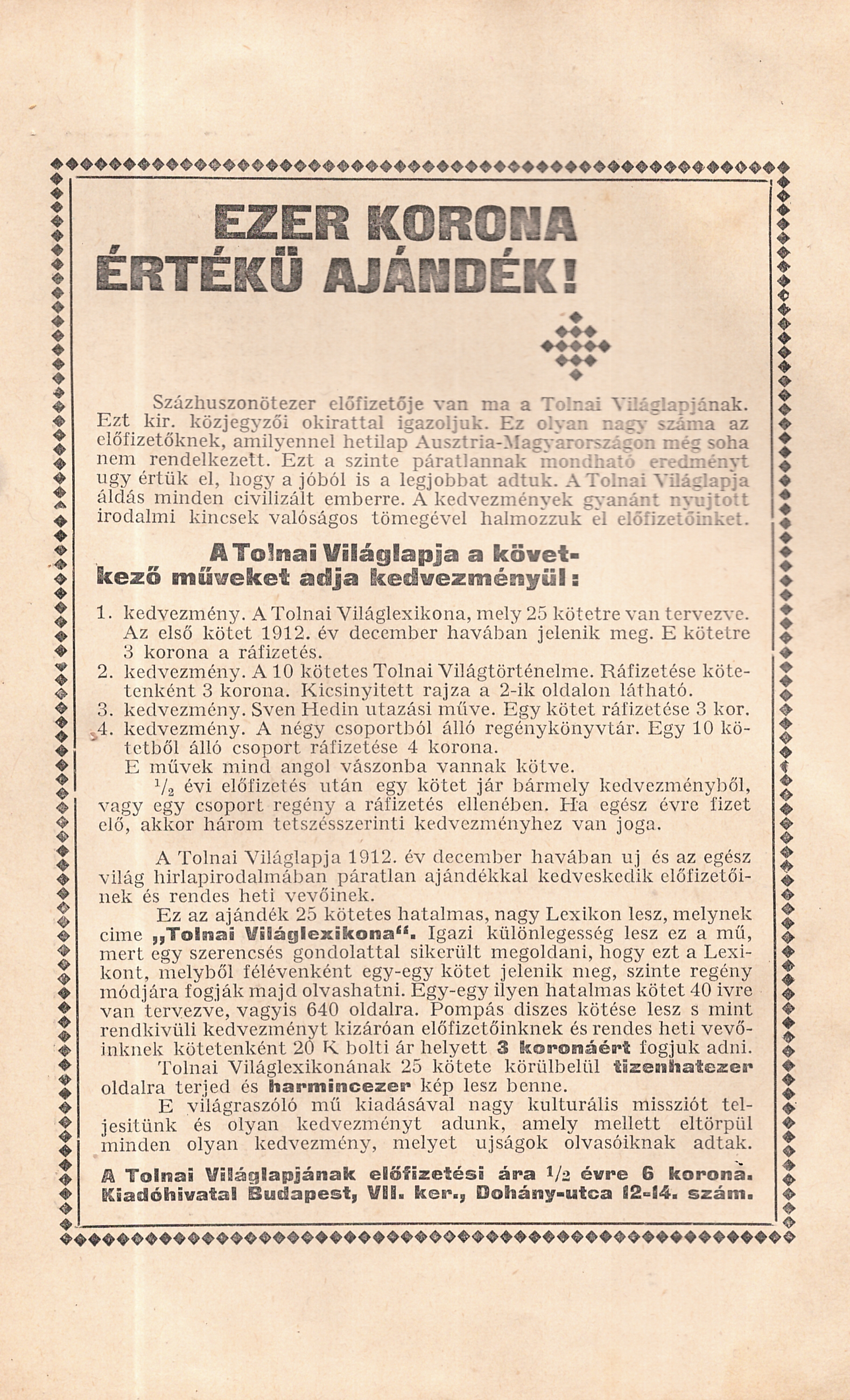
Korabeli reklám
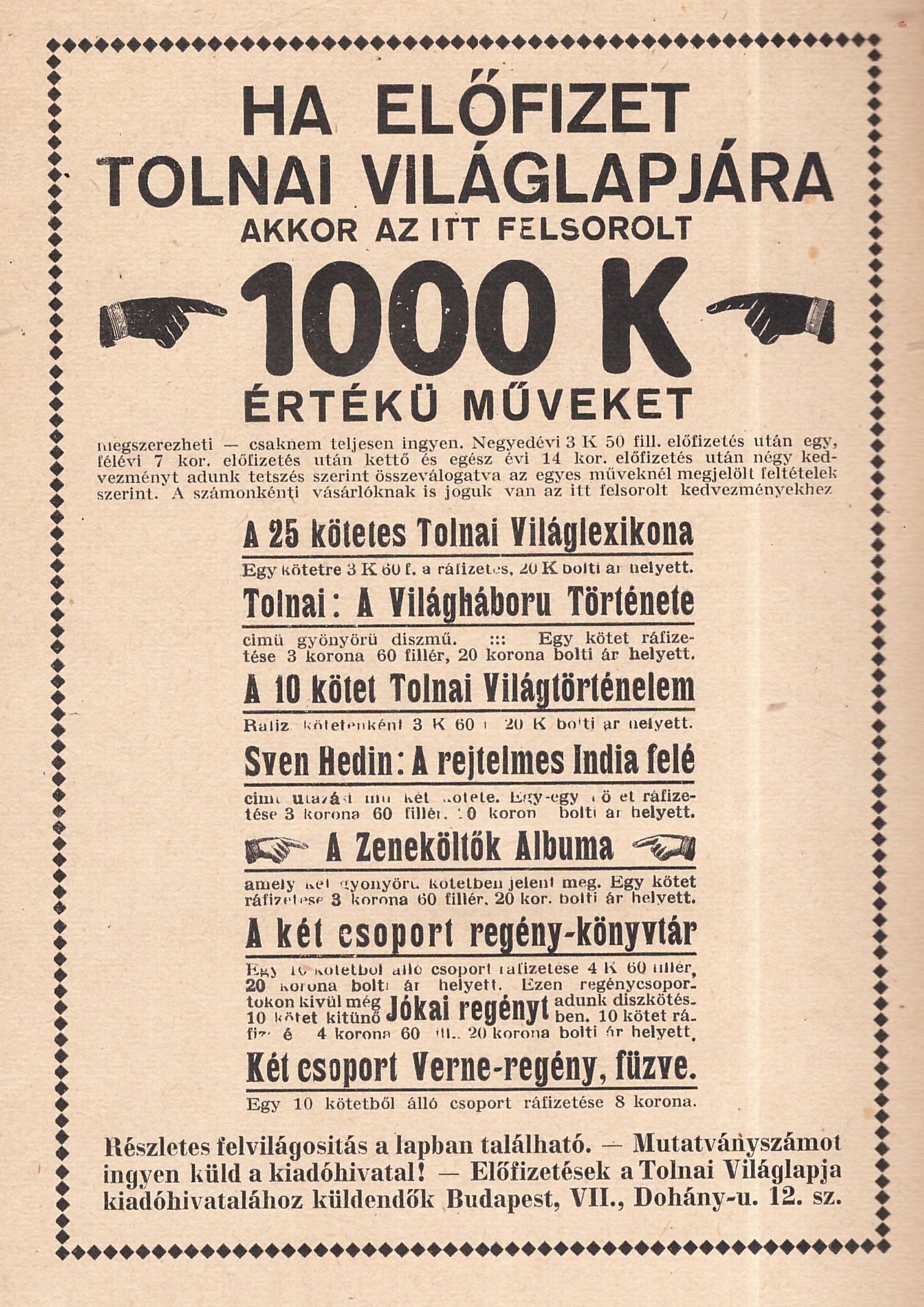
Korabeli reklám